# Parapristipoma octolineatum
Parapristipoma octolineatum is een straalvinnige vissensoort uit de familie van grombaarzen (Haemulidae). De wetenschappelijke naam van de soort is voor het eerst geldig gepubliceerd in 1833 door Valenciennes.